# 毛背雪莲
毛背雪莲（学名：Saussurea pubifolia）为菊科风毛菊属的植物，是中国的特有植物。分布在中国大陆的西藏等地，生长于海拔4,500米至5,100米的地区，多生长在高山流石滩，目前尚未由人工引种栽培。

## 异名
- Saussurea pubifolia S. W. Liu var. lhasaensis S. W. Liu